# Javelin Medium Antiarmor Weapon System
| Javelin Medium Antiarmor Weapon System | Javelin Medium Antiarmor Weapon System |
| Allgemeine Informationen               | Allgemeine Informationen               |
| -------------------------------------- | -------------------------------------- |
| Militärische Bezeichnung               | Javelin Medium Antiarmor Weapon System |
| Entwicklungsland                       | Vereinigte Staaten von Amerika         |
| Entwickler/Hersteller                  | Javelin Joint Venture                  |
| Entwicklung/Vorstellung                | 1989                                   |
| Produktionszeit                        | Seit 1996 in Produktion                |
| Waffenkategorie                        | Panzerabwehrwaffe                      |
| Gesamtgewicht                          | 22,4 kg                                |
| FGM-148A Javelin                       |                                        |
| Länge                                  | 1,08 m                                 |
| Durchmesser                            | 12,7 cm                                |
| Flügelspannweite                       | 38,0 cm                                |
| Gewicht                                | 11,8 kg                                |
| Einsatzreichweite                      | 2000 m                                 |
| Höchstreichweite                       | 4000 m                                 |
| Stufen                                 | 2                                      |
| Treibstoff                             | Feststoff                              |
| Sprengkopf                             | 8,4-kg-Tandem-Hohlladung               |
| Durchschlagsleistung                   | 600+ mm                                |
| Suchkopf                               | bildgebend, Infrarot                   |
| Wellenlängenbereich                    | 8–10 Mikrometer                        |

Das Javelin Medium Antiarmor Weapon System (englisch für „Wurfspeer“ und „Mittleres Panzerabwehr-Waffensystem“, kurz Javelin) ist die erste tragbare Fire-and-Forget-Panzerabwehrlenkwaffe, die in den Vereinigten Staaten entwickelt und bei den US-Streitkräften eingeführt wurde. Die Waffe kann von einem Soldaten bedient werden und gepanzerte Ziele bis maximal 2000 m Entfernung bekämpfen. Nachdem der Soldat das Ziel erfasst hat, steuert der infrarotgelenkte Flugkörper selbstständig ins Ziel.
Das System wurde 1996 bei der United States Army und dem United States Marine Corps als Ersatz für die FGM-77 Dragon eingeführt und wird mittlerweile in etwa ein Dutzend Staaten exportiert.
Das Waffensystem besteht aus einem Gerät für die Beobachtung und Zielerfassung sowie der Startröhre, die den Flugkörper enthält. Dazu gehören außerdem Batterie- und Kühlsätze. Für die Ausbildung stehen zwei Schulungssysteme zur Verfügung.
Der Systemindex der US-Streitkräfte für den verwendeten Lenkflugkörper lautet FGM-148.

## Entwicklung

### Vorprojekte
Bereits im Januar 1978 wurde ein Programm mit der Kurzbezeichnung IMAAWS (Infantry Manportable Anti Armour Assault Weapon System) ins Leben gerufen, das zur Ablösung der Dragon-Panzerabwehrrakete führen sollte. Die an diese Entwicklung gestellten Erwartungen erfüllten sich jedoch nicht und das Projekt wurde eingestellt. Anfang der 1980er-Jahre wurde das Assault-Breaker-Programm verfolgt, das auch eine Panzerabwehrlenkwaffe beinhaltete, aber ebenfalls eingestellt wurde.

### Hauptprojekt
Am 12. Dezember 1983 wurde das im Redstone Arsenal beheimatete Viper Project Office mit der neuen Aufgabe betraut und in Advanced Manportable Weapon System (AMWS) Project Office (Provisional) (provisorisches Projektbüro für ein fortschrittliches tragbares Waffensystem) umbenannt. Das Büro war damals für die FGR-17 Viper, die AT4 und die M72E4 zuständig. Erst am 13. April 1984 bewilligte der Deputy Chief of Staff für Forschung, Entwicklung und Beschaffung die Strategie für das Advanced Antitank Weapon System-Medium-Program (AAWS-M) (Fortschrittliches mittleres Panzerabwehrwaffen-Programm). Vor der Benennung als AAWS-M hatte man das Projekt provisorisch als Rattler (amerikanischer Slang für Klapperschlange) bezeichnet.
Am 3. September 1985 unterzeichneten der Under Secretary of the Army und der Vice Chief of Staff, Army (VCSA) das Memorandum, das AAWS-M und AAWS-Heavy (AAWS-H) in eine Demonstrations- und Validationsphase bringen sollte. Damit wurde auch die Verantwortung für das AAWS-H-Programm übernommen, das später als MGM-166 LOSAT (Line-of-Sight Anti-Tank) fortgeführt, dann aber abgebrochen wurde.
Am 2. Mai 1986 wurden die Ausschreibungen für die Projektstudie freigegeben und am 15. Mai 1986 gestattete das Defense Systems Acquisition Review Council (DSARC) I die Weiterführung der Demonstrations- und Validationsphase. Daraufhin wurden am 28. August 1986 mit Texas Instruments, Hughes Aircraft und Ford Aerospace and Communications Corporation Verträge über eine Technologiedemonstration abgeschlossen.
Das AMWS wurde durch das MICOM (Missile Command, jetzt: United States Army Aviation and Missile Command (AMCOM)) zum AAWS Project Office am 1. Oktober 1987 umbenannt. Die Wettbewerbsverträge für die Entwicklung eines alternativen Sprengkopfs für den AAWS-M an DynaEast aus Philadelphia und Aerojet aus Tustin wurden am 30. Juli 1987 vergeben. Im Februar 1988 startete das Programm für den alternativen AAWS-M-Sprengkopf parallel zur Technologiedemonstrationsphase der AAWS-M-Projektstudie.
Am 6. September 1988 wurden Ausschreibungen für die vollständige Entwicklung (AAWS-M full-scale development (FSD)) und eine Vorserienproduktion herausgegeben. Im Dezember 1988 wurde die AAWS-M-Projektstudie beendet und im März 1989 war das Programm für den alternativen Sprengkopf vollständig. Das Ziel war, die technischen Risiken mit der Entwicklung der Sprengkopf-Subsysteme zu reduzieren. Der AAWS-M FSD-Vertrag wurde dann am 21. Juni 1989 an das Joint Venture aus Texas Instruments und Martin Marietta vergeben.
Im August 1989 wurde eine Vereinbarung zwischen MICOM und der Defense Advanced Research Projects Agency (DARPA) über den Transfer von Infrarotoptik-Technologie (Infrared Focal Plane Array, IRFPA) der DARPA an die von MICOM geführten Raketenentwickler geschlossen. Diese Wandler wurden gemäß den AAWS-M-Suchkopf-Spezifikationen konfiguriert und vom Hauptauftragnehmer und dem Advanced Sensors Directorate des MICOM getestet.
Am 25. Oktober 1989 wurde der Auftrag für einen alternativen Sprengkopf innerhalb der AAWS-M-Vorgaben an die Conventional Munitions Systems, eine Tochterfirma der Messerschmitt-Bölkow-Blohm, vergeben. Schwerpunkte dabei waren die Gewichtsreduzierung und die Effektivität gegen Panzerungen. Die Tests des Sprengkopfes begannen im Januar 1990. Am Ende entschied sich das Javelin-Projekt für eine Kombination aus beiden Entwürfen. Den Entwurf von Conventional Munitions Systems nahm man für die erste Ladung der Tandemhohlladung, für die Hauptladung hingegen wurde der Entwurf von Physics International verwendet.
Im September 1990 lieferte das Hughes Santa Barbara Research Center dem AAWS-M FSD-Programm einen Infrarot-Bildsensor, der die Spezifikationen erfüllte.
Vom November 1990 bis März 1991 wurden grundlegende Tests (Baseline Test, BST) erfolgreich durchgeführt.

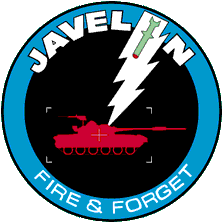
Javelin-Logo

1991 fand die endgültige Umbenennung des Projekts in JAVELIN statt. Am 27. September 1991 wurde das Programm für Engineering Manufacturing Development (EMD) genehmigt.
Vom 1. Dezember 1992 bis zum 30. April 1993 wurden in Fort Benning die ersten Ausbildungspläne ausgearbeitet. Am 24. März 1993 wurde von einem Werksschützen eine Telemetrie-Rakete abgefeuert. Vom 14. April 1993 bis zum 14. Mai 1993 wurde auf dem Aberdeen Proving Ground ein Tragbarkeitstest durchgeführt. Dieser schloss Hindernisbahn, Märsche, die Verladung in Fahrzeugen und die Wirkungen auf die Kleidung mit ein.
Im Februar 1994 wurde die EMD-Phase abgeschlossen und am 23. Juni 1994 wurde die Vorserienproduktion-I und am 9. März 1995 die Vorserienproduktion-II an das Joint Venture aus Texas Instruments und Martin Marietta vergeben.

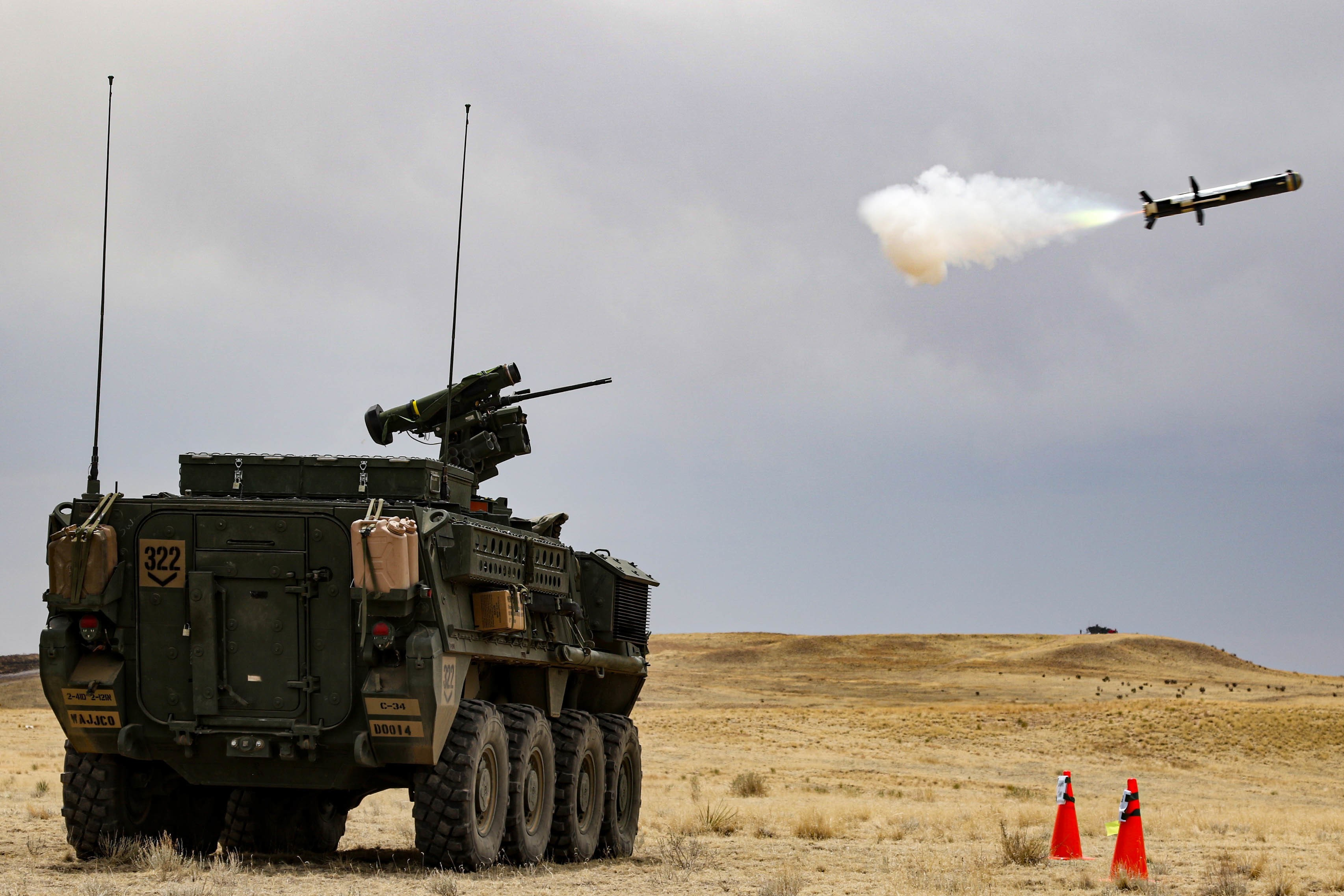
Javelin wird von einer CROWS eines Stryker abgefeuert

Am 29. September 1995 wurde in dem Lockheed-Martin-Werk in Troy eine Einführungszeremonie für die Javelin abgehalten. Dabei wurden die ersten beiden Raketen offiziell an das Militär übergeben. Live Fire Test & Evaluation (LFT&E) wurden von November 1995 bis Oktober 1996 durchgeführt. Dabei wurde unter anderem eine Vielzahl von Flugkörpern dazu eingesetzt, die Durchschlagfähigkeit sowie die hinter der Panzerung erzielte Wirkung zu ermitteln.
Von April bis Juni 1996 wurde das Testprogramm Vorserienproduktion-II durchgeführt, das aus kleineren taktischen Feldübungen und dem Start von sechs mit Gefechtsköpfen versehenen Lenkflugkörpern bestand. Drei Fehlstarts am Anfang des Programms erforderten jedoch eine Überarbeitung, bevor die Tests fortgesetzt werden konnten. Weiterhin sollte herausgefunden werden, ob das Schulungssystem in der Lage ist, das echte System nachzubilden.
Am 27. Juni 1996 war die erste Einheit, das dritte Bataillon des 75th Ranger Regiments in Fort Benning vollständig mit Javelin ausgerüstet. Am 29. Februar 1996 wurde der Vorserienproduktion-III-Vertrag mit dem Joint Venture geschlossen. Die Entscheidung für die Serienproduktion wurde am 13. Mai 1997 getroffen.

### Weiterentwicklung
Die FGM-148 gibt es mittlerweile in den Versionen A bis F. Offizielle Unterlagen des US-Verteidigungsministeriums weisen lediglich aus, dass bei der Version C Änderungen im vorderen Bereich des Flugkörpers, also wahrscheinlich bei Sucher und/oder Steuerelektronik, durchgeführt wurden. Die Version D ist eine für den Export ausgelegte Modifikation.
Mit der ab September 2006 produzierten Block-I-Version der Javelin wurde die Vergrößerung des Infrarotsystems von neunfach auf zwölffach gesteigert. Damit können jetzt Ziele auch über eine Entfernung von 2000 m identifiziert und markiert werden. Weitere Änderungen sind die Erhöhung der Fluggeschwindigkeit sowie die Verbesserungen des Gefechtskopfes und der Systemsoftware. Flugtests auf dem Gelände des Redstone Arsenals wurden erfolgreich bestanden.
Um 2008 wurde eine Einsatzreichweite von 4 km geplant. Im Februar 2013 wurden erfolgreiche Tests mit einer Reichweite von 4,7 km bekannt.
Seit dem Jahr 2020 ist die Ausführung FGM-148F bereit. Diese verwendet eine leichter gewordene Command Launch Unit (CLU) mit einer verbesserten Optik. Weiter kommt eine verbesserte Lenkwaffe mit einer Reichweite von 4 km zum Einsatz. Die neue Lenkwaffe verwendet einen Gefechtskopf, der aus einer Hohlladung und einem vorfragmentierten Splittermantel besteht.
Bis Ende 2020 wurden rund 45.000 Javelin bestellt und über 5000 Raketen bei Gefechten eingesetzt.

## Hersteller
Die Herstellung der Javelin erfolgt durch das Javelin Joint Venture, das 1988 durch Texas Instruments und Martin Marietta gegründet wurde. Mittlerweile ist die Rüstungssparte von Texas Instruments in Raytheon aufgegangen und Martin Marietta wurde im Rahmen einer Fusion mit der Lockheed Corporation zu Lockheed Martin.
Der Anteil von Raytheon Missile Systems in Tucson, Arizona beträgt fast zwei Drittel des Systemwertes. Hierzu gehören die Herstellung der CLU, die Steuerelektronik und die Software. Lockheed Martin Missiles and Fire Control in Orlando produziert den Suchkopf, die allgemeinen Elektronikkomponenten und ist für den Zusammenbau der Lenkflugkörper zuständig. Beide Firmen nutzen jedoch auch Zulieferer: So baut beispielsweise DRS Technologies in Dallas bildgebende Infrarotsysteme und Kühlkomponenten für Raytheon und Firma Hercules die Raketenmotoren.
Großbritannien wollte die Javelin nur einführen, wenn sie auch in Großbritannien gebaut würde, was durch eine Änderung der Zuliefererstruktur beim Javelin Joint Venture United Kingdom Program deutlich wird. Dadurch wurden etwa 300 neue Arbeitsplätze geschaffen. Die Javelin Joint Venture Company ist mit ihrem Verwaltungssitz in London angesiedelt.
Zu den britischen Partnern des Joint Venture gehören BAE SYSTEMS als Lieferant für den Suchkopf, Brimar als Hersteller von Kathodenstrahlröhren für die Starteinheit, Cytec Engineered Materials für Komponenten aus Karbon, Express Engineering als Lieferant von Maschinenbauteilen und FR-HiTemp als Lieferant für Abdeckungen. Außerdem liefert Gardner Aerospace mechanische Komponenten für den Suchkopf, Hymatic Komponenten für unter Druck stehende Gase und Instro Standfüße. Im Bereich der Schulungssysteme liefert Leafield Engineering die Trainingsmunition und Lockheed Martin UK Information Systems das Schulungssystem für geschlossene Räume. Weitere Lieferanten sind MB Aerospace mit Motorabdeckungen, Muirhead Aerospace mit Servomotoren, die Tanfield Group mit Aufbewahrungssystemen, Thales Optics mit Bauteilen für die Optik und Woven für Verkabelung.

## Eigenschaften
Gegenüber ihrem Vorgängermodell, der FGM-77 Dragon, besitzt die Javelin entscheidende Vorteile. Im Gegensatz zur Dragon handelt es sich um eine Fire-and-Forget-Waffe, die nach dem Start nicht mehr in das Ziel gelenkt werden muss, sondern sich ihren Weg selbst sucht. Sich bewegende Ziele werden verfolgt. Dies bedeutet, dass der Schütze bereits während der Flugzeit der Rakete seine Position wechseln kann, um sich dem Feindbeschuss zu entziehen. Auch wurde durch den sogenannten soft launch ein Start aus Gebäuden und Deckungen heraus möglich. Die Reichweite der Javelin ist mit 2500 Metern etwa doppelt so groß wie die des Dragon-Flugkörpers. Es besteht die Möglichkeit des überhöhten Angriffs gegen die nur schwach gepanzerte Oberseite von Panzerfahrzeugen. Gleichzeitig kann die Javelin auch gegen schwebende Hubschrauber eingesetzt werden. Die Starteinheit der Javelin ist nachladbar.
Während die Dragon eine Durchschlagsleistung von etwa 450 mm RHA besitzt, liegt diese bei der Javelin bei rund 600 mm, bei neuen Versionen sogar bei etwa 800 mm.
Die Kosten für den Flugkörper lagen 2003 bei 68.500 USD.
Die Starteinheit kann auch als separates Fernglas oder Infrarotsichtgerät eingesetzt werden.

## Technische Beschreibung

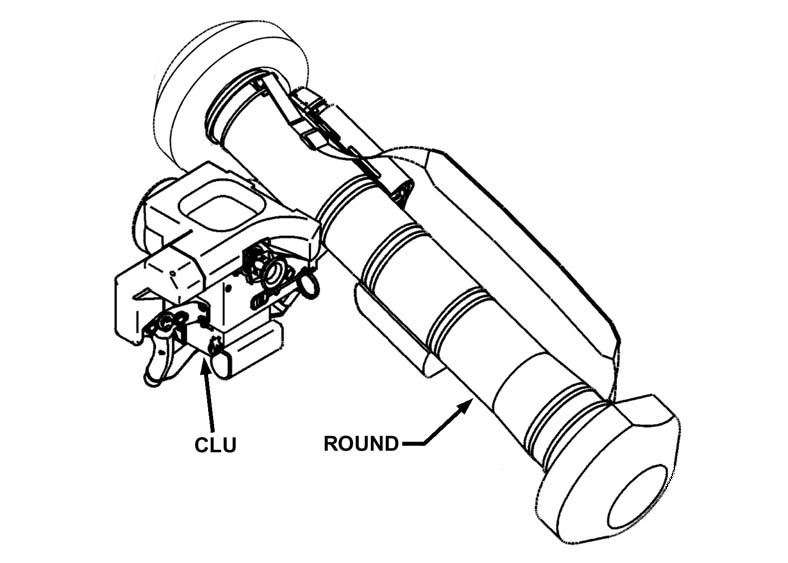
CLU und Startröhre

Die Javelin besteht aus der Kontroll- und Starteinheit M98A1 Command Launch Unit (CLU) und der Munition. Die Munition besteht aus der Startröhreneinheit Launch Tube Assembly (LTA), dem eigentlichen FGM-148-Lenkflugkörper und der Batterie- und Kühlungseinheit Battery Coolant Unit (BCU). Dabei dient die Startröhrenbaugruppe als Transportbehälter und Startplattform für den Lenkflugkörper.

### M98A1 Command Launch Unit (CLU)
Die CLU ist eine wiederverwendbare Kontroll- und Starteinheit. Mehrere abnehmbare, als Absorber bezeichnete Bauteile schützen sie und den Schützen bei Transport und Start der Waffe. An der Unterseite des Gehäuses befinden sich zwei Handgriffe, die alle Bedienteile enthalten. Das Gewicht mit Tasche und Zubehör beträgt 6,4 kg; die Abmessungen (L×B×H) sind 34,8 cm × 33,9 cm × 49,9 cm.

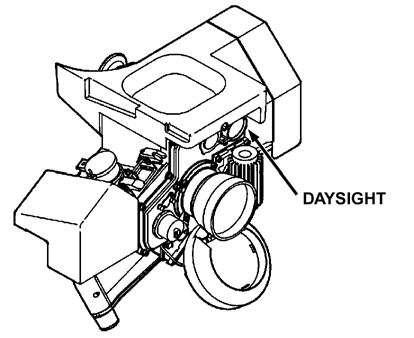
M98A1 CLU, markiert ist die Linse für Tageslichtbeobachtung, in der Mitte befindet sich die Linse für die Nachtoptik

Ein Batteriebehälter unter der CLU enthält die nicht wiederaufladbare Lithium-Schwefeldioxid-Batterie BA-5590/U mit einer Lebensdauer von 0,5–4 Stunden oder aber die nur für das Training zugelassene wiederaufladbare Batterie BB390A.
Die Tagesvisiereinrichtung funktioniert wie ein Fernrohr, bietet eine vierfache Vergrößerung bei einem Beobachtungswinkel von 4,80° × 6,40° und kommt ohne Stromversorgung aus. Sie dient zur Beobachtung bei Tag.
Die Nachtvisiereinrichtung ist als Wärmebildgerät die Hauptzieleinrichtung der Waffe. Sie verfügt über ein bildgebendes Infrarotsystem, das bei Tag und Nacht, bei Nebel und Rauch eingesetzt werden kann. Durch die vielen Einstellmöglichkeiten des Bildsystems können Infrarotstörungen ausgefiltert werden. Die Nachtvisiereinrichtung besteht aus einem Linsensystem, dem Bildsensor und dem Kühler mit doppelwandigem Dewargefäß. Der Kühler kühlt das Bildsystem innerhalb 2,5 bis 3,5 Minuten mittels eines kleinen Stirlingmotors auf Betriebstemperatur. Der Bildsensor ist ein Zeilensensor mit der Auflösung von 240×1 (später 240×2 und 240×4) Pixel. Ein Spiegel bewegt sich unentwegt hin und her, damit der schmale Bildsensor das gesamte Sichtfeld erfassen kann.
Der Bildsensor wandelt Infrarotenergie in elektrische Signale um, die dann in ein kohärentes Bild für den Kathodenstrahlröhrenbildschirm umgerechnet werden. Die Vergrößerung des Systems kann zwischen vier- und neunfach gewählt werden. Der Beobachtungswinkel liegt dabei zwischen 4,58° × 6,11° und 2,00° × 3,00°.
Beide Visiereinrichtungen werden dem Schützen über ein Okular angeboten. Der Wechsel zwischen dem Tages- und dem Nachtvisier geschieht über das Kippen eines internen Umlenkspiegels.
Ein aktiver Infrarot-Filter soll als elektronische Gegenmaßnahme die Infrarotsignatur der CLU maskieren.
Die CLU verfügt über eine Schnittstelle, über die sie direkt mit dem Trainingssystem oder Testgeräten verbunden wird. Eine weitere Schnittstelle stellt die Verbindung zur Munition her. Darüber hinaus zeigt ein Feuchtigkeitsmesser an, ob sich Feuchtigkeit innerhalb des Gerätes befindet und gegebenenfalls eine Wartung notwendig ist.

#### Bildschirm und Indikatorleuchten

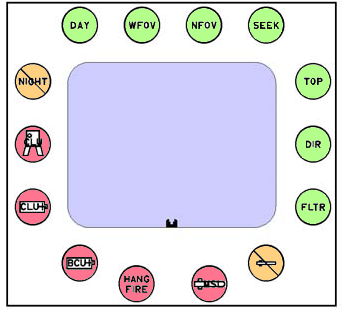
Bildschirm mit Anzeigen

Der Schütze blickt durch ein Okular, das eine Blendung durch Streulicht verhindern und der eventuellen Dioptrie-Korrektur für den Schützen dienen soll. Über einen Einstellring kann der Fokus eingestellt werden.
Vierzehn um den Bildschirm herum angebrachte Signallampen stellen Funktionen, Betriebsarten und Fehler dar.
Die grünen Anzeigen stellen den gewählten Sicht-Modus (Tag, geringe Vergrößerung, starke Vergrößerung, Darstellung des Sucherbildes), den gewählten Angriffsmodus (überhöhter Zielanflug oder Direktangriff) dar. Die letzte grüne Anzeige leuchtet, wenn der Filter aktiviert ist.
Zwei bernsteinfarbene Anzeigen zeigen an, dass die Wärmebilderfassung nicht auf Betriebstemperatur herabgekühlt ist (links), sowie (rechts), dass der Flugkörper nicht startbereit ist. Entweder ist der Suchkopf nicht gekühlt, es wurden keine Zielinformationen von der CLU übertragen oder der Selbsttest schlug fehl. Blinkt die Leuchte, ist die Elektronik überhitzt und das System fährt selbständig herunter.
Die fünf roten Leuchten zeigen Warnmeldungen für einen misslungenen Selbsttest des Flugkörpers, Versagen beim Startversuch, Batterie der BCU, Batterie der CLU und einen misslungenen Selbsttest des CLU an.
Darüber hinaus verfügt der Bildschirm über verschiedene Anzeigen. Hierzu gehören eine Art Kimme am unteren Rand des Bildschirms sowie verschiedene eingeblendete Mess-Fäden zur Zielerfassung. Soll auf ein Ziel aufgeschaltet werden, zeigt der Suchermodus rund um das Ziel vier Winkel an, die dieses im Rechteck einschließen. Der Mittelpunkt wird durch ein Fadenkreuz festgelegt.

#### Bedienelemente
Per Wählschalter an der linken Seite können die Hauptbetriebsarten AUS, TAG, NACHT und TEST gewählt werden. Ausgeschaltet wird kein Batteriestrom verbraucht, es kann jedoch mit der vierfachen Zieloptik beobachtet werden. In der TAG-Position wird die CLU mit Strom versorgt, jedoch keine Infrarotbeobachtung zur Verfügung gestellt. In der NIGHT-Position wird das Infrarotsystem auf Betriebstemperatur gekühlt und dem Schützen stehen sowohl das sichtbare Licht wie auch der Infrarotbereich zur Verfügung. Wird TEST angewählt, durchläuft die CLU ein Testprogramm.
Am linken Handgriff befinden sich vier Bedienelemente: Infrarot-Filter als elektronische Gegenmaßnahme, Fokuseinstellung um das Infrarotbild der CLU auf das Ziel einzustellen, Auswahl von Ansicht und Vergrößerung (Tagesansicht, Infrarot vierfach, Infrarot neunfach, Infrarot-Suchkopf) und der Auslöser für den Sucher, der das Ziel aufschaltet und den Auslöser für den Flugkörper freigibt.
Am rechten Handgriff befinden sich weitere Bedienelemente: Einstellungen für Kontrast und Helligkeit, Höhe und Breite des Zielerfassungsrechtecks, die Auswahl für die Angriffsarten und der Schussauslöser.

### Munition

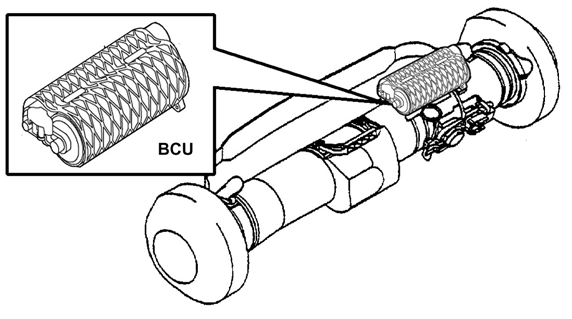
Startröhreneinheit und Position der BCU

Die Munition besteht aus der Startröhreneinheit, der Batterie- und Kühlungseinheit BCU und dem Lenkflugkörper vom Typ FGM-148. Das Gewicht beträgt 16 kg.

#### Startröhreneinheit
Die Startröhre besteht aus kohlenstofffaserverstärktem Kunststoff (CFK). Zur Startröhreneinheit gehören noch zwei Abschlusskappen, ein Tragegriff, ein Schultergurt, die Schnittstelle zur CLU und ein Schulterpolster. Dabei dient die Startröhreneinheit als Transportbehälter und Startplattform für den Flugkörper. Die Lebensdauer dieser Baugruppe beträgt zehn Jahre. Die Länge beträgt 121 cm bei einem Durchmesser des Startrohrs von 14 cm; der Durchmesser mit Endkappen ist 30 cm.

#### Batterie- und Kühleinheit (BCU)
Auf der Startröhreneinheit wird die Batterie- und Kühleinheit (Battery Coolant Unit BCU) angebracht. Sie besteht aus einer nicht wiederaufladbaren
Lithiumbatterie und dem Kühlmodul mit unter Druck stehendem Argon. Die Batterie versorgt vor dem Start den Flugkörper mit Strom, während das Kühlmodul den Sucher des Flugkörpers auf seine Betriebstemperatur herabkühlt. Die Abkühlung basiert auf dem Joule-Thomson-Effekt. Die BCU ist nur für den einmaligen Gebrauch vorgesehen und hat eine Lebensdauer von vier Minuten. Es gibt zwei verschiedene Versionen der BCU, die sich im Aussehen deutlich unterscheiden. Beide haben eine Anzeige für den Batterieladungszustand. Das Gewicht beträgt 1,3 kg, die Länge 20,7 cm und die Breite 11,8 cm.

#### Lenkflugkörper

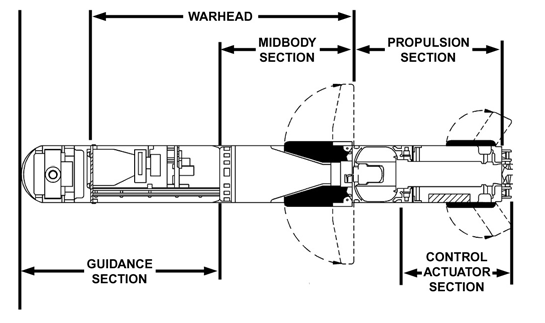
Die sich teilweise überlappenden Bereiche des FGM-148-Flugkörpers.

Der Lenkflugkörper besteht aus Steuereinheit, Mittelteil, Gefechtskopf, Antriebseinheit und Lenkeinheit.
Die Steuereinheit enthält den Suchkopf und die Steuerelektronik und ist für die Zielverfolgung und die Fluglageregelung zuständig. Der Suchkopf enthält das bildgebende Infrarotsystem und die Zündkontakte für den Gefechtskopf. Der gekühlte Infrarotdetektor des Suchkopfs besteht aus Quecksilbercadmiumtellurid (HgCdTe) und hat eine Auflösung von 64 × 64 Pixel.
Der Mittelteil des Flugkörpers enthält die Electronic Safe Arm and Fire Unit (ESAF) (elektronische Waffensicherungs- und Starteinheit), sechs Leitwerksflächen und die Hauptladung des Gefechtskopfes. ESAF ist das Hauptsicherheitssystem und schützt vor unbeabsichtigtem Triebwerksstart sowie vor einer Detonation des Gefechtskopfes. Dafür kontrolliert das System, ob alle notwendigen Vorgaben für den Start erfüllt sind und der Auslöser gedrückt wurde. Beim Auftreffen auf das Ziel zündet es die beiden Sprengsätze in der richtigen Reihenfolge. Die sechs Leitwerksflächen klappen nach Start des Flugkörpers nach hinten aus und erzeugen eine stabile Fluglage.
Der Gefechtskopf besteht aus einer Tandemhohlladung. Ziel der vorderen Hohlladung ist es, eine eventuell vorhandene Reaktivpanzerung zur Detonation zu bringen und so der Hauptladung die volle Wirkung auf die eigentliche Panzerung des Ziels zu ermöglichen. Ist keine reaktive Panzerung vorhanden, ruft diese Sprengladung schon entsprechende Wirkungen an der Hauptpanzerung hervor.
Die Hauptladung hat den gleichen Durchmesser wie der Flugkörper. Sie ist dafür konstruiert, die Hauptpanzerung eines Ziels zu penetrieren, um dieses zu zerstören.

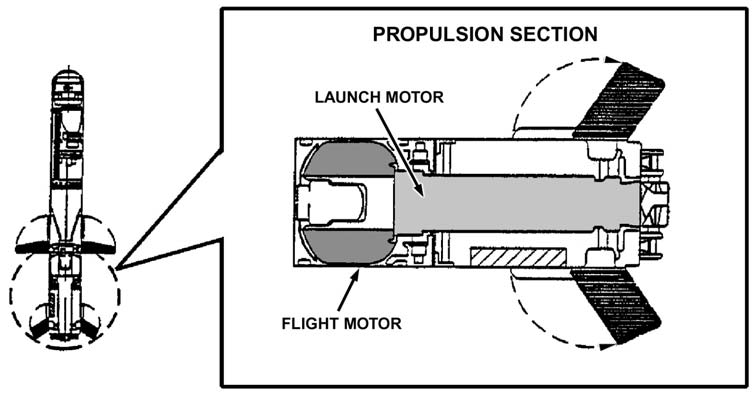
Antriebs- und Lenkeinheit, die Thermalbatterie ist schraffiert dargestellt

Der Antriebsbereich enthält den zweistufigen Raketenmotor. Der Startmotor startet den Flugkörper aus der Startröhre und erlischt, noch bevor der Flugkörper die Startröhre verlässt, damit der Feuerstrahl dem Schützen nicht gefährlich werden kann (Kaltstart). Durch die aufgenommene Geschwindigkeit bewegt sich der Flugkörper so weit vom Startort weg, dass der Flugmotor ohne Gefahr für den Schützen gestartet werden kann. Der Treibstoff wird vollständig verbrannt, was für die geringe Rauchentwicklung und die damit verbundene geringe Sichtbarkeit des Flugkörperstarts verantwortlich ist.
Der Flugmotor erzeugt die notwendige Leistung, um den Flugkörper bis zum Ziel zu bringen. Er brennt nach ungefähr 850 m aus.
Die Gefechtsreichweite wurde beim ersten Modell mit 2000 m, später mit 2500 m angegeben. Dieses beruht jedoch auf der Tatsache, dass weiter entfernte Ziele nicht mehr sicher aufgenommen werden können. Die reale Reichweite des Flugkörpers liegt zwischen 4000 und 4500 m. Die Höchstreichweite wird aber zukünftig eventuell erhöht, da über eine Steigerung der Einsatzreichweite auf 4000 m gesprochen wird.
Die Bereiche von Startmotor und Flugmotor werden durch eine Berstscheibe getrennt, die den Druck der Gase der Startstufe abfängt, bei Start der zweiten Stufe jedoch zerbricht und die dort entstehenden Gase durch den Bereich der ersten Stufe zum Gasaustritt weiterleitet. Bezüglich der Berstscheibe gab es einen Gerichtsprozess über eine Verletzung von Patentrechten der Fike Corporation durch die Vereinigten Staaten von Amerika. Diesen gewann die Firma.
Die Lenkeinheit löst die Steuerbewegungen des Flugkörpers aus und stellt elektrische Energie für die Systemkomponenten zur Verfügung. Sie besteht aus vier Steuerflächen, die nach dem Start ausklappen, vier Schubleitblechen und einer thermischen Batterie. Dabei klappen die Steuerflächen bei Verlassen der Startröhre durch Federdruck nach hinten aus. Die Schubvektorkontrolle unterstützt die Steuerflächen in ihrer Funktion. Durch eine Verstellung wird der Abgasstrom umgelenkt und dadurch die Flugrichtung geändert.

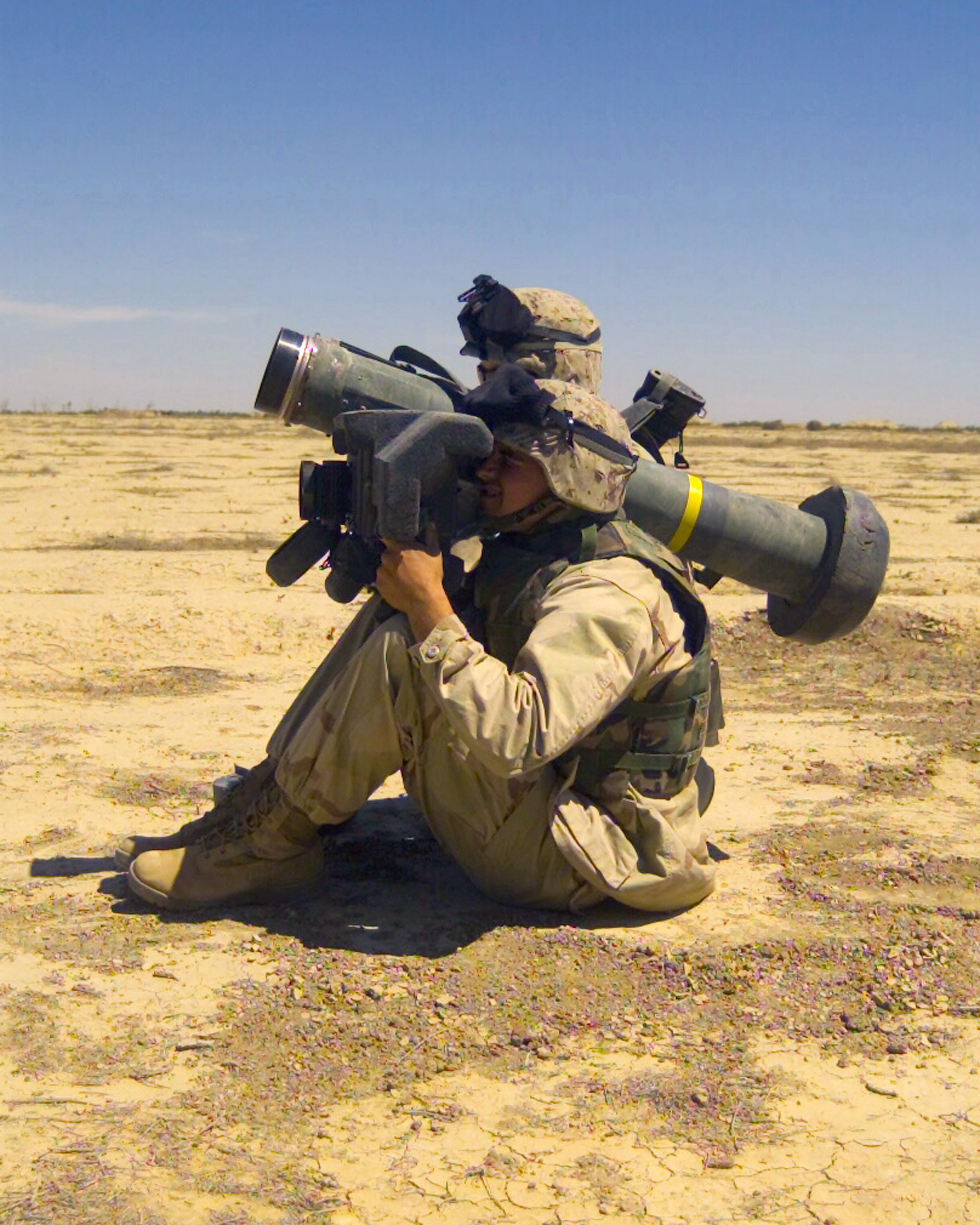
Startvorbereitung
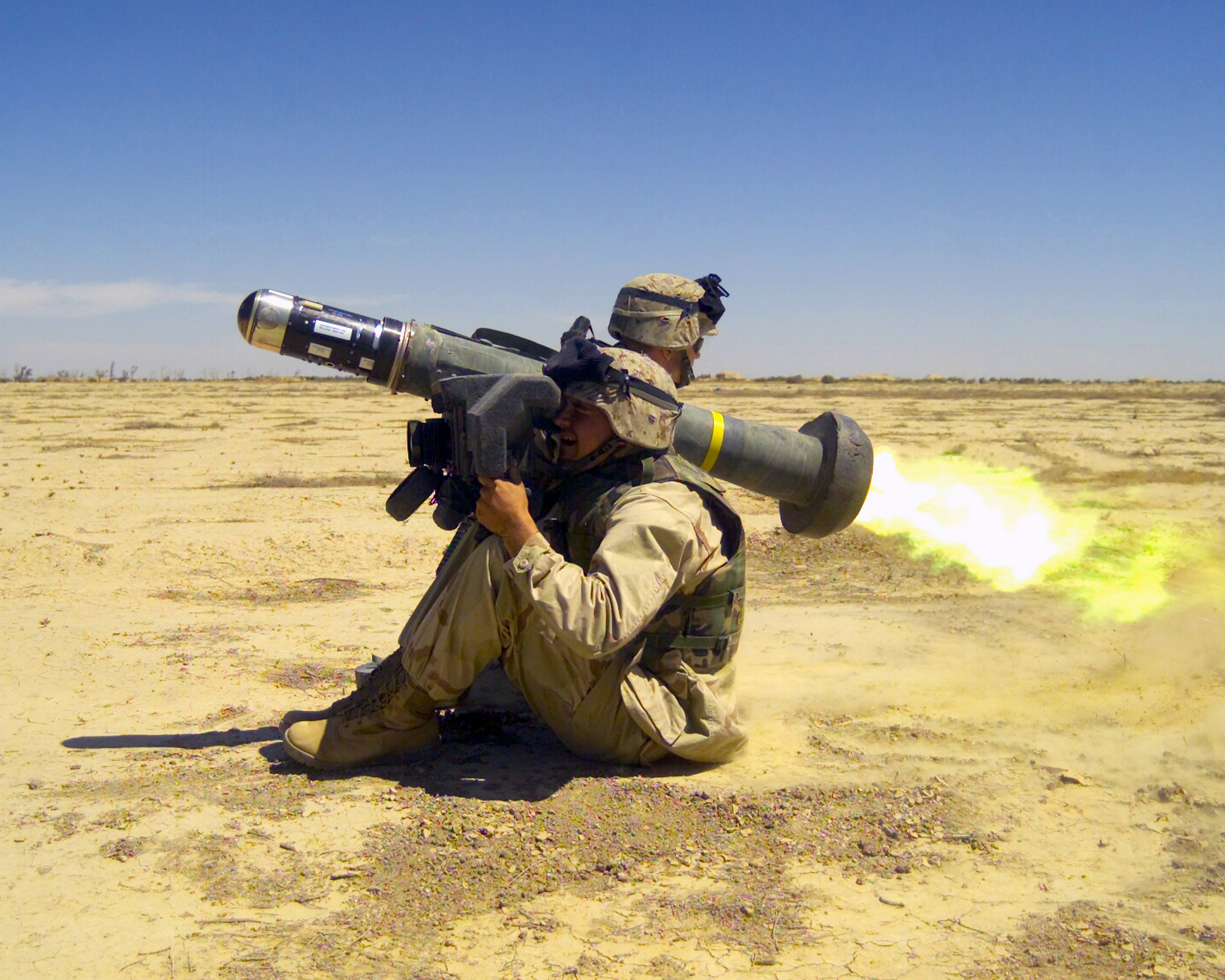
Start der FGM-148 aus dem Startrohr
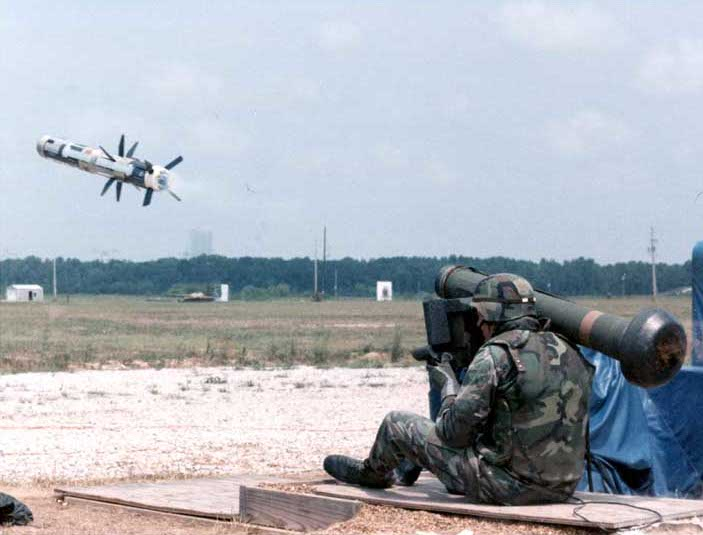
Erste Antriebsstufe brennt beim Verlassen des Startrohres aus
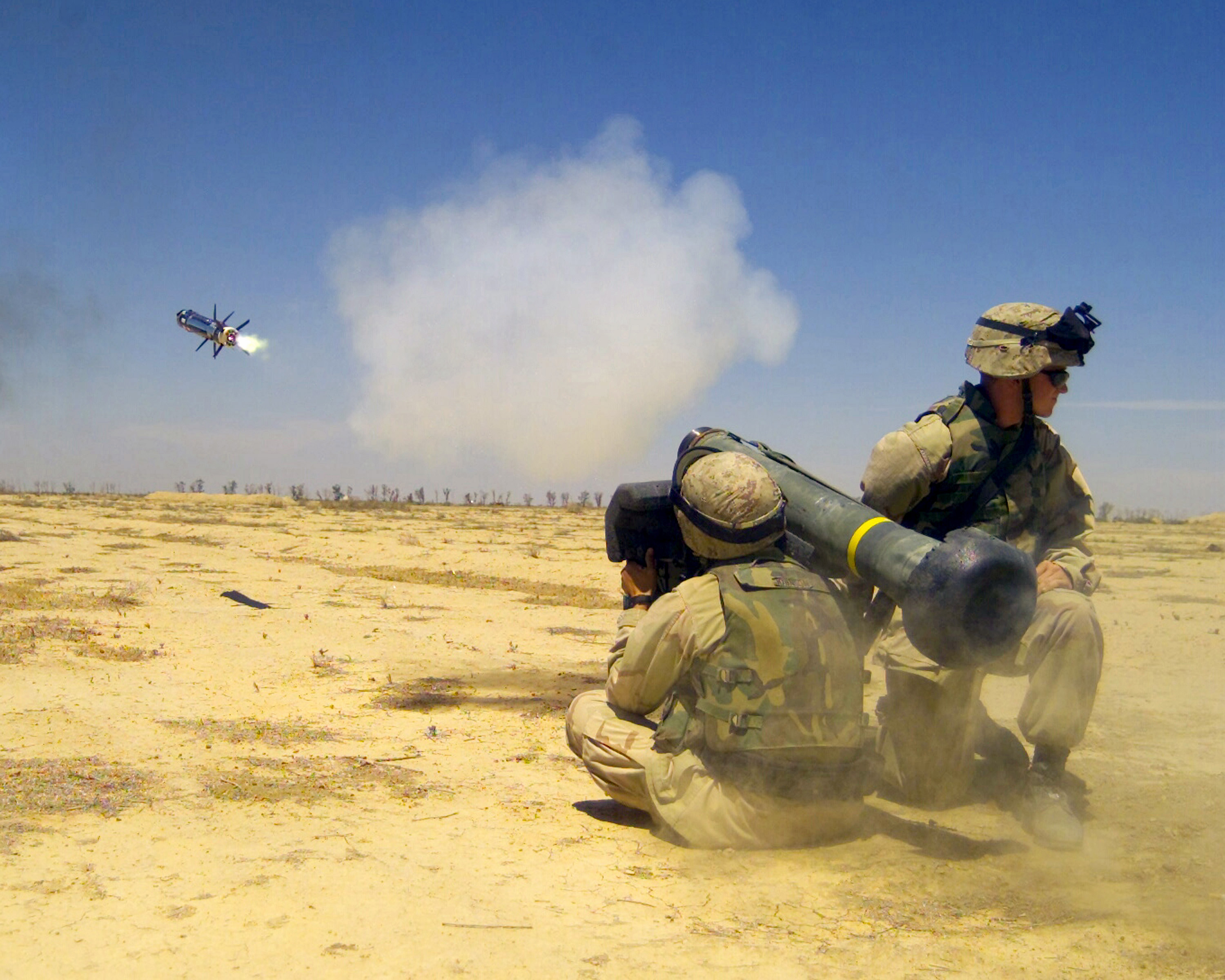
Flug mit der zweiten Antriebsstufe

### Angriffsarten

Flugprofil bei überhöhtem Angriff

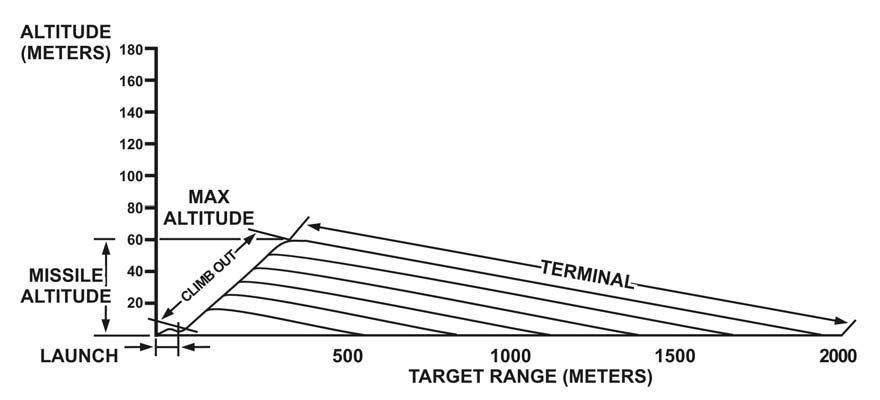
Flugprofil bei Direktangriff

Die Javelin kann auf zwei unterschiedliche Arten angreifen: direkt und durch überhöhten Angriff.
Durch die Möglichkeit eines Angriffs von oben her kann die Waffe die im Vergleich zu Front und Seitenteilen schwächer geschützte Oberseite eines Panzers leichter durchschlagen. Die Rakete steigt bis 160 m und hält diese Höhe, bis sie in einem steilen Winkel auf das Ziel fällt. Der Mindestabstand zum Ziel muss 150 m betragen. Dieser Angriffsmodus kann nicht eingesetzt werden, wenn sich das Ziel unter einem schützenden Bauwerk befindet, wie zum Beispiel einer Brücke.
Beim direkten Angriff erreicht der Flugkörper das Ziel in einem flacheren Winkel. Die erreichte Höhe hängt von der Entfernung zum Ziel ab. Bei 2000 m Entfernung sind es etwa 60 m. Ziel sind Front, Heck oder die Seiten des Fahrzeugs. Der Abstand zum Ziel muss mindestens 65 m betragen. Dieser Modus wird auch für den Angriff auf schwebende Hubschrauber verwendet.

## Handhabung, Gefahren und Ausbildung

### Bedienung
Starteinheit und Munition werden getrennt transportiert. Vor dem Start müssen die beiden Komponenten zusammengesteckt werden.
Sitzen ist die bevorzugte Startposition. Stehende Position ist möglich, wenn sich der Schütze abstützen kann. In der liegenden Position muss der Schütze allerdings darauf achten, dass der Rückstrahl seine Beine nicht verletzt.
Im Normalfall sucht der Schütze das Ziel über das Infrarotvisier der CLU. Mit dem weiten Bildwinkel können Ziele leichter lokalisiert werden. Das Bild kann über die Parameter Fokus, Kontrast und Helligkeit angepasst werden.
Anschließend schaltet der Schütze auf den flugkörpereigenen Sucher, der einen deutlich geringeren Bildwinkel hat als jener der CLU. Der Schütze muss nun das Ziel in einem Rechteck einschließen. Für eine korrekte Erfassung muss sich das gewünschte Ziel von seiner Umgebung abheben.
Im Notfall, wenn das Wärmebildvisier der CLU wegen ungenügender Kühlung nicht zur Verfügung steht, muss der Schütze das Ziel über das Tagesvisier suchen und dann direkt zum Sucher des Flugkörpers wechseln.

### Gefahren im Umgang

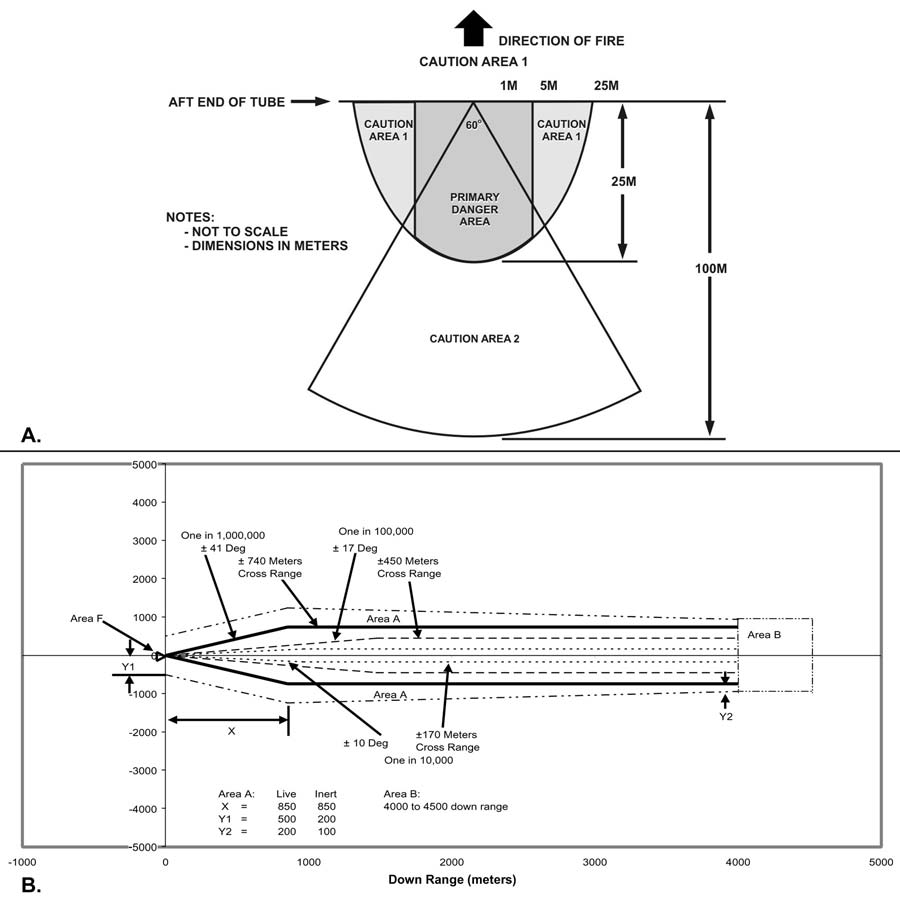
Gefahrenbereich der FGM-148

Beim Start der FGM-148 entstehen sowohl vor als auch hinter der Waffe Gefahrenbereiche. Neben der Waffe besteht eine Gefahr durch die aus dem Startrohr strömenden heißen Gase. Aus diesem Grund ist ein Winkel von je 30° beiderseits der verlängerten Achse der Startröhre bis auf 25 m Entfernung als Hauptgefahrenzone ausgewiesen. Verlängert bis auf eine Entfernung von 100 m und 25 m beiderseits des Startrohres, ist auf ausreichenden Augen- und Gehörschutz zu achten.
Die Waffe richtet sich nicht zwangsweise direkt auf das Ziel aus. Die Abweichung aus der geraden Linie zum Ziel kann über 40° betragen. Somit ist hier auch darauf zu achten, dass sich keine eigenen Truppen in diesem Bereich aufhalten.
Es gibt keine offiziellen Aussagen über das Verhalten der Waffe für den Fall, dass das Ziel nicht richtig aufgenommen oder während der Startphase aus der Beobachtung verloren wird. In einem Zeitungsbericht aus dem Jahr 2003 wird jedoch Captain Michael McCrady, 15th Marine Expeditionary Unit, mit der Aussage zitiert, „dass die Waffe entweder trifft oder aber einen zu Tode erschreckt, weil man nicht weiß, wohin sie fliegt“.
Beim Start der Waffe aus Schützenstellungen und Gebäuden heraus sind erweiterte Vorsichtsmaßnahmen zu treffen. Der Schütze soll den Gesichtsschutz an der CLU nutzen, es dürfen sich keine beweglichen Gegenstände hinter der Waffe befinden und leicht entflammbare Gegenstände sind zu entfernen. Außerdem ist es notwendig, die Räumlichkeiten zu belüften.
Weitere Gefahren entstehen aus den Batterien. Die BCU erhitzt sich stark und kann bei Berührung zu Verbrennungen führen. Batterien sind auf Grund der enthaltenen Stoffe, unter anderem Lithium, als Sondermüll zu entsorgen.

### Ausbildung am System

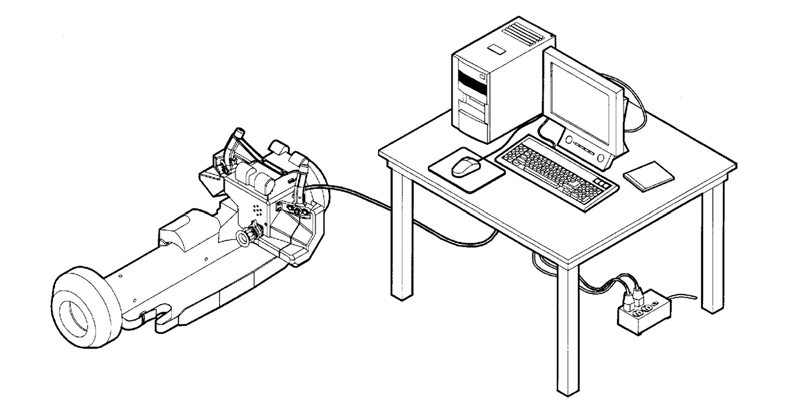
Schulungsanlage „Basic Skills Trainer“

#### Basic Skills Trainer
Bei dem BST handelt es sich um eine Schulungsanlage für den Einsatz in geschlossenen Räumen. Er besteht aus einer Station für den Schüler und der Station für den Instrukteur.
Der Schüler verfügt über eine Simulations-CLU (SCLU) und eine daran angebrachte MSR, während der Ausbilder einen Desktop-PC mit Monitor, Tastatur und Maus vor sich stehen hat. Beide Stationen sind durch Kabel verbunden. Das BST nutzt echte Geländemodelle und die Darstellung von Tageslicht- und Infrarotdarstellungen.

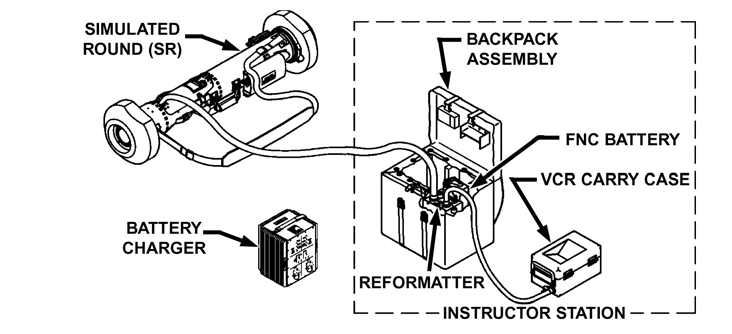
Schulungsanlage „Field Tactical Trainer“

#### Field Tactical Trainer
Das für den Einsatz auf Truppenübungsplätzen vorgesehene Schulungssystem (Field Tactical Trainer, FTT) ermöglicht eine realitätsnahe Ausbildung im Feld. Der Schüler benutzt dazu eine CLU und eine Startröhre ohne Flugkörper (Missile Simulation Round (MSR)), die jedoch über ein MILES-System verfügt. Die Ausrüstung für den Ausbilder besteht aus einer Station für die Datenübertragung und einem Videorecorder, die mit der Startplattform verbunden sind.

#### Schulung
Das Schulungssystem der US Army gliedert sich in fünf Bereiche: Eingangstraining, Erhaltungstraining, gemeinsame Übungen, Feldübungen und Training für die Führer von Einheiten.
Als Beispiel für das Eingangstraining sei hier der Schulungsplan der 197. Infanterie-Brigade in Fort Benning wiedergegeben, die als Schulungseinheit dient.
Der Inhalte des zehntägigen Kurses sind Auswertung von Infrarotbildern, Zielidentifikation, Angriffsübungen mit dem BST, Behebung von Störungen, Übungen im Freien mit dem FTT sowie ein Flugkörperstart (scharfer Schuss).
Das Erhaltungstraining besteht aus monatlich wechselnden Übungen, jeweils aus dem BST bzw. FTT. Vierteljährlich wird der gesamte Einführungskurs wiederholt. Gemeinsame Übungen und Feldübungen sollen das Javelin-System in die Gesamttaktik der jeweiligen Einheit einfügen. Hierbei sind Problemstellungen zu beachten wie: Wer trägt weitere Munition? Wer ersetzt den Schützen, falls er ausfällt? Wie wirkt sich das Javelin-System auf die Übungen der Einheit aus?
Das Training für Kommandeure beinhaltet nicht nur die Technik des Javelin-Systems, sondern auch Grundlagen des taktischen Einsatzes und der Integration in die Einheit. Die Offiziere und weiteres Führungspersonal werden dazu ausgebildet, selber Übungen abzuhalten, Waffen zu warten und sie einzusetzen. Dieser Kurs ist dementsprechend länger. Bei den Streitkräften Neuseelands ist er beispielsweise mit sieben Wochen angesetzt.

## Einsatz

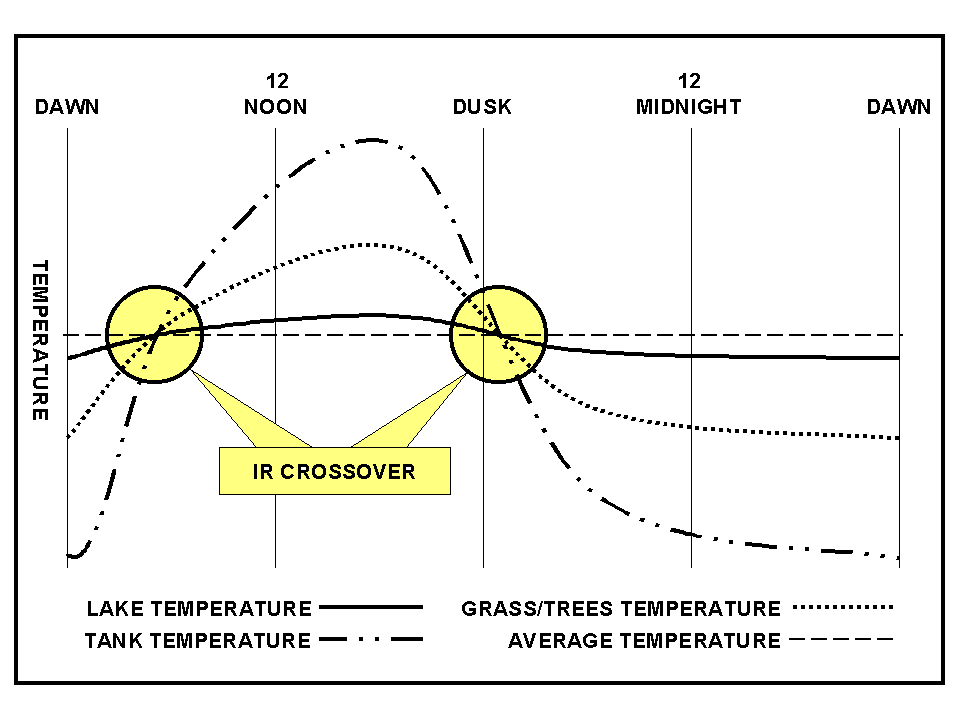
Temperaturkurve von Panzerfahrzeugen im Vergleich zu Oberflächenwasser und Vegetation im Verlauf von 24 Stunden

### Trefferquote
Der Hersteller ging 2003 von einer Trefferwahrscheinlichkeit von 94 % aus, beruhend auf einem Test, bei dem 31 von 32 Starts erfolgreich verliefen. Die effektive Trefferquote im Kampfgeschehen scheint jedoch geringer zu sein.
CBS, CNN und New Zealand Herald beschreiben Vorfälle im Irakkrieg, in denen Flugkörper vor oder hinter dem Ziel einschlugen oder gar nicht erst starteten. In allen beschriebenen Fällen traf erst ein zweiter gestarteter Flugkörper. Bei einem Gefecht am Debacka-Pass trafen 14 von 19 gestarteten Flugkörpern.
Als einer der Gründe für die schlechtere Trefferquote in der Praxis wurde 2003 das virtuelle Training genannt. Eine Computersimulation konnte das Training ergänzen, aber nicht eine reale Übung ersetzen. So hatte der Schütze Schwierigkeiten, Ziele zu erfassen und die Zielerfassung beizubehalten.
Wie der Grafik rechts zu entnehmen ist, sind die Temperaturkurven von Gelände und Panzern unterschiedlich. Es gibt Umgebungstemperatursituationen, bei denen die Temperaturen fast gleich sind und der für eine Zielerfassung notwendige Infrarot-Kontrast nicht existiert. Gemäß Ausbildungshandbuch der US-Armee ist dieses durch entsprechende Einstellungen an der CLU zu umgehen, diese Erfahrung scheint man nach den Zeitungsberichten jedoch nur im scharfen Schuss zu sammeln.
Man kann somit davon ausgehen, dass die Trefferquote unter Einsatzbedingungen, auch in Abhängigkeit von den Wärmequellen und der Erfahrung der Soldaten, zwischen 50 % und 75 % schwankt.

### Gefecht am Debacka-Pass
Informationen über die Leistungsfähigkeit und Grenzen der Javelin erhält man auch aus der Auswertung realer Einsätze. Ein Beispiel hierfür ist ein Gefecht im Nordirak vom 6. April 2003.
Während der Operation „Northern Safari“ wurde der zwischen Erbil (auch Irbil, Arbil) und Machmur liegende Debacka-Pass  durch die 4. Irakische Infanteriedivision gehalten und sollte von drei Zügen der Special Forces zusammen mit weiterer Unterstützung eingenommen werden. Die US-Spezialeinheiten waren mit leichten Fahrzeugen, den sogenannten Wüstenbuggys, und leichten Waffen, unter anderem der Javelin, ausgerüstet.
Nach einem ersten Gefecht wurde ein Lkw durch einen Javelin-Lenkflugkörper zerstört. Dabei lag die Zielentfernung bei ungefähr 3000 m, also 1000 m über der offiziellen Einsatzreichweite. Kurze Zeit später näherte sich eine irakische Einheit mit MT-LB-Truppentransportern, Kampfpanzern T-55 und Lastkraftwagen. Die Special Forces zerstörten innerhalb weniger Minuten drei Truppentransporter und zwei Lastkraftwagen. Nachdem eine Javelin zudem einen T-55 zerstört hatte, zogen sich die anderen vier Kampfpanzer in vorbereitete Stellungen zurück. Dort konnten sie hinter Erdwällen nicht bekämpft werden, da hier keine Erfassung mit Infrarotgeräten möglich war. Die Amerikaner konzentrierten sich auf die noch immer angreifenden Truppentransporter und zerstörten zwei weitere. Als irakisches Artilleriefeuer einsetzte, verlegten die Amerikaner die Stellung und griffen erneut an. Die verbliebenen drei Truppentransporter und ein Lastkraftwagen wurden daraufhin zerstört. Luftunterstützung zwang die Iraker nun zum Rückzug. Dabei wurde ein T-55 auf eine Entfernung von 3700 m durch eine Javelin zerstört, also auf eine Entfernung, die 1700 m über der offiziellen Einsatzreichweite liegt.
Damit hatten die Soldaten mit 19 gestarteten Javelin-Flugkörpern insgesamt zwei Kampfpanzer, acht Truppentransporter und vier Armeelastwagen zerstört. „[Dieses Beispiel] zeigt, dass im Notfall auch ein motorisiertes Element mit leichter Ausrüstung/Ausstattung und leichter, aber gut abgestimmter Bewaffnung fähig ist, sich gegen einen schwer bewaffneten mechanisierten Feind erfolgreich zu verteidigen.“

### Russischer Überfall auf die Ukraine seit 2022
Im Zuge des russischen Überfalls auf die Ukraine wurden bisher (Stand 8. März 2022) vonseiten der Ukraine 380 Javelins eingesetzt, die 290 Ziele zerstört haben sollen. Das ergäbe eine Trefferquote von 75 %.
2022 sollen FGM-148 Javelins in der Ukraine durch russische Einheiten erbeutet worden sein. Wahrscheinlich übergab Russland einige Exemplare zwecks technologischer Überprüfung an den Iran.
Das Waffensystem ist Namensgeber für das Meme Sankt Javelin, mit dessen Hilfe Spenden für ukrainische Hilfsorganisationen gesammelt werden.

## Nutzer

### Nordamerika
- Kanada – 200 Startgeräte und 840 Raketen[34]
- Vereinigte Staaten

### Südamerika
- Brasilien – Brasilien hat an 33 Startgeräte und 222 Raketen Interesse.[35]

### Asien
- Bahrain – 13 Startgeräte[36]
- Georgien – Über israelische Vermittlung 100 Startgeräte und 500 Flugkörper[37]
- Jordanien – 30 Startgeräte (Nachbestellungen sind erfolgt)[12]
- Oman – Im Oktober 2004 unterzeichneten die USA und der Oman einen Vorvertrag über die Lieferung von Startgeräten sowie 100 Raketen.[38] Im Juli 2008 wurde dann mit Raytheon ein Vertrag über die Lieferung von Javelin-Systemen für 115 Mio. US-Dollar an Oman und die Vereinigten Arabischen Emirate unterzeichnet.[39] (Nachbestellungen sind erfolgt).[12]
- Taiwan – 40 Startgeräte und 360 Raketen. Der Preis einschließlich Trainingsmaterial, Einweisung und Zubehör betrug bei Vertragsabschluss im Jahre 2002 rund 39 Millionen US-Dollar.
- Vereinigte Arabische Emirate[39]

### Afrika
- Marokko – 200 Startgeräte und 612 Raketen im Jahr 2024 bestellt.[40]

### Australien
- Australien – 92 Startgeräte
- Neuseeland – 24 Startgeräte und 120 Raketen

### Europa
- Bulgarien – 107 Startgeräte und 218 Raketen im Jahr 2024 bestellt.[41]
- Estland – 120 Startgeräte und 350 Raketen (Lieferung 2015)[42]
- Frankreich – 260 Raketen im Jahr 2010 beschafft. Die Javelin diente als Zwischenlösung bis zur Einführung der Missile Moyenne Portée (MMP) im Jahr 2017.[43]
- Irland – 36 Startgeräte
- Litauen – 30 Startgeräte
- Norwegen – 100 Startgeräte und 526 Raketen, die ab 2006 ausgeliefert wurden.
- Tschechien – 3 Startgeräte und 12 Raketen für den Einsatz durch Spezialeinheiten in Afghanistan.[44]
- Ukraine – 37 Startgeräte und 210 Raketen im Wert von 47 Mio. USD, geliefert ab 2018.[45][46] Später zusätzlich 10 Startgeräte und 150 Raketen.[47] Bis im März 2024 wurden 10.000 Javelin geliefert.[48]
- Vereinigtes Königreich – Das britische Verteidigungsministerium gab im Januar 2003 bekannt, dass es im Rahmen des Light Forces Anti-Tank Guided Weapon System (LFATGWS)-Programms das Javelin-System einsetzen wolle. Ab 2005 wurden dann MILAN und Swingfire durch Javelin abgelöst.[49][34] Der Einsatz erfolgt bei den schnellen Eingreiftruppen, der 16. Luftlande-Brigade und der 3. Kommando Brigade der Royal Marines.[50]
- Russland – Während der Invasion der Ukraine wurden mehrere Einheiten erbeutet.

## Interessenten
- Kuwait[12]
- Katar[12]
- Saudi-Arabien[12]

## Ähnliche Waffensysteme
- Akeron MP – vergleichbare französische Panzerabwehrwaffe
- FGM-172 SRAW – amerikanische Panzerabwehrwaffe ähnlicher Art, aber mit kürzerer Reichweite
- Typ 01 LMAT – vergleichbare japanische Waffe

### Video
- Virtual Javelin Fernsehausstrahlung des Army Materiel Command (AMC) News Dispatch über das Schulungssystem BST bei YouTube (englisch)